# Sievert Allen Rohwer
Sievert Allen Rohwer (Telluride (Colorado), 1887 - Estados Unidos, 1951) fue un naturalista y zoólogo estadounidense.
En 1925 trabaja como director de entomología de la recién creada "División de Investigación Taxonómica"m del USDA. Y también fue "Curador de Hymenoptera, del "Museo Nacional de Estados Unidos".

## Algunas publicaciones

### Libros
- 2011. Descriptions of Thirty-One New Species of Hymenopter. Edición reimpresa de BiblioBazaar, 36 pp. ISBN 1175166928

- 1946. The relation of airplanes to the national and international dissemination of insect pests. Editor USDA, Agricultural Res. Adm. 14 pp.

- 1922. Notes and descriptions of neotropical sawflies of the subfamily Perreyiinae. 31 pp.

- Con Robert Asa Cushman. 1920. Hymenoptera: a collection of articles from miscellaneous surces. Editor Alfred B. Champlain y Pennsylvania Bureau of Plant Industry

- 1917. A report on a collection of Hymenoptera (mostly from California) made by W. M. Giffard. Proc. of the United States National Museum 53 (2202) Editor G.P.O. 17 pp.

- 1913. Studies in the woodwasp super family Oryssoidea: with descriptions of new species. 18 pp.

## Abreviatura (zoología)
La abreviatura Rohwer  se emplea para indicar a Sievert Allen Rohwer como autoridad en la descripción y taxonomía en zoología.